# Liste des lauréats et nommés norvégiens aux Oscars
Cet article présente la liste des lauréats et nommés norvégiens aux Oscars.

## Distinctions
Jusqu'en 2015, douze personnalités norvégiennes furent nommées et une fut récompensée. Les films iraniens, Le Passeur (1987), L'Envers du dimanche (1996) et Elling (2001) ont été nommés pour l'Oscar du meilleur film en langue étrangère mais aucun ne remporte l'Oscar.
| Année | Film                     | Catégorie                                  | Nom                               | Résultat   | Références |
| ----- | ------------------------ | ------------------------------------------ | --------------------------------- | ---------- | ---------- |
| 1952  | L'Expédition du Kon-Tiki | Oscar du meilleur film documentaire        | Olle Nordemar                     | Lauréat    | [ 1 ]      |
| 1958  | Le Rescapé               | Oscar du meilleur film en langue étrangère | Arne Skouen                       | Nomination | [ 2 ]      |
| 1972  | Ra                       | Oscar du meilleur film documentaire        | Thor Heyerdahl, Lennart Ehrenborg | Nomination | [ 3 ]      |
| 1973  | Les Émigrants            | Oscar de la meilleure actrice              | Liv Ullmann                       | Nomination | [ 4 ]      |
| 1977  | Face à face              | Oscar de la meilleure actrice              | Liv Ullmann                       | Nomination | [ 5 ]      |
| 1988  | Le Passeur               | Oscar du meilleur film en langue étrangère | Nils Gaup                         | Nomination | [ 6 ]      |
| 1997  | L'Envers du dimanche     | Oscar du meilleur film en langue étrangère | Berit Nesheim                     | Nomination | [ 7 ]      |
| 2002  | Elling                   | Oscar du meilleur film en langue étrangère | Petter Næss                       | Nomination | [ 8 ]      |
| 2007  | Les Fils de l'homme      | Oscar du meilleur scénario adapté          | Hawk Otsby                        | Nomination | [ 9 ]      |
| 2013  | Kon-Tiki                 | Oscar du meilleur film en langue étrangère | Joachim Rønning, Espen Sandberg   | Nomination | [ 10 ]     |
| 2015  | Imitation Game           | Oscar du meilleur réalisateur              | Morten Tyldum                     | Nomination | [ 11 ]     |